# Tajvani-szoros
A Tajvani-szoros (Taiwani-, más néven Formosai-szoros) kb. 300 km hosszúságú szoros a szárazföldi Kína és Tajvan szigete között. A szoros a Dél-kínai-tenger része, északkeleten a Kelet-kínai-tenger határolja. A legkeskenyebb része 131 km széles.
A szoros nyugati partján a szárazföldön Fujian (Fucsien) tartomány fekszik. A közelében fontos szigetek találhatók, mint Quemoy (Jinmen, Kinmen), Amoy (Xiamen, Hsziamen), Hainan (Hajnan) és a Matsu-szigetek (Mazu, Matsu). A szorost keleten Tajvan nyugati partja és a Pescadores- (Penghu-) szigetek határolják. A szorosban jelentős halászati tevékenység folyik.
A szoros a kínai polgárháború vége (1949) óta – amikor is a Csang Kaj-sek (Chiang Kai-shek) vezette Kuomintang erői átkeltek a szoroson és áttelepítették a kormányukat Tajvanra – számos alkalommal volt a Kínai Népköztársaság és a Kínai Köztársaság (Tajvan) közötti katonai konfliktusok színhelye.
A Tajvani-szoros stratégiai jelentőségéhez az is hozzájárul, hogy itt vezet el a Közel- és Közép-Kelet olajtermelő országait Japánnal, Dél- és Észak-Koreával valamint Észak-Kínával összekötő tengeri út. A szorosba torkollik a Minjiang- (Mincsiang) és a Jiulong-folyó (Csiulung).